# Christina Siggaard
Christina Malling Siggaard (Gammel Rye, 24 maart 1994) is een Deense voormalige wielrenster.

## Carrière
In 2016 reed Siggaard voor het Deense Team BMS BIRN, dat vanaf 2017 verder ging als Team Virtu. Ze won in februari 2018 de Omloop Het Nieuwsblad in een massasprint. In juli 2019 won ze in Roosendaal de eerste etappe van de BeNe Ladies Tour, eveneens in een massasprint. In 2020 stapte ze over naar de Belgische wielerploeg Lotto Soudal Ladies, waarvoor ze slechts twee keer in actie kwam. In 2021 beëindigde ze haar carrière.
Haar broer Søren Malling Siggaard was ook wielrenner.

## Palmares
2010
 Deens kampioenschap wegwedstrijd, Elite
2011
 Wereldkampioenschap wielrennen wegwedstrijd, junior vrouwen
2014
 Deens kampioenschap wegwedstrijd, Elite
2015
 Deens kampioenschap wegwedstrijd, Elite
2018
 Deens kampioenschap wegwedstrijd, Elite
Omloop Het Nieuwsblad
2019
 Deens kampioenschap wegwedstrijd, Elite
1e etappe BeNe Ladies Tour
Bloch · Hansen · Kerwin · Koster · Mathiesen · Mustonen · Møllebro · Neben · Penton · Sand · Schweizer · Siggaard · Small · Villumsen
Aalerud · Guarischi · Koster · Kröger · Moberg · Pawłowska · Penton · Schmidt · Schweizer · Siggaard · Villumsen
Aalerud · Bastianelli · Bertizzolo · Guarischi · Koster · Kröger · Krogsgaard · Moberg · Neylan · Pawłowska · Penton · Schmidt · Siggaard
Beekhuis · Braam · Castrique · Christmas · Dom · Fidanza · Kopecky · Meertens · Nguyễn · Parkinson · Siggaard · Van de Velde · Vandenbulcke
Braam · Castrique · Meertens · Nilsson · Parkinson · Plichta · Siggaard · Smulders · Vandenbulcke · Vander Sande